# فلورنسا كونفيرز
فلورنسا كونفيرز (بالإنجليزية: Florence Converse)‏ (1871 - 1967)؛ صحفية وروائية أمريكية.